# Eudócia (patrícia)
Eudócia (em grego medieval: Εὐδοκία; romaniz.: Eudokía) foi uma nobre bizantina. Viveu na Capadócia em meados do século IX e era casada com Basílio com quem teve Constantino e Eudócimo. Após a morte de Eudócimo, visitou seu túmulo em Tema de Carsiano e encontrou o cadáver intacto. Levou o corpo para Constantinopla, onde enterrou-o novamente e fez seu marido construir uma igreja à Teótoco no bairro de Hexaciônio.